# Martial Esnal
Pour les articles homonymes, voir Esnal.
Martial Nicolas Esnal (né le 12 juillet 1974 à Bayonne en France) est un ancien joueur français de hockey sur glace.

## Carrière
Après avoir commencé sa carrière à l'Hormadi d'Anglet, il part jouer aux Dogues de Bordeaux. Ayant fait le choix de tourner le dos au professionnalisme, il reste dans ce club, contre vents et marées, jusqu'à la fin de sa carrière, le 17 février 2007.
Défenseur rapide et combattif malgré son petit gabarit, il marque le club de Bordeaux par ses 13 ans de fidélité. Il est actuellement entraîneur pour les Boxers de Bordeaux Amateurs.[réf. nécessaire]

## Clubs successifs
- Anglet Hormadi : de 1991 à 1994
- Boxers de Bordeaux : de 1994 à 2007

## Palmarès
- 1992-1993 :

Vice-Champion de France de Nationale 1B
- 1995-1996 :

3e du Championnat de France de Nationale 1B
- 1996-1997 :

1/4 de finaliste du Championnat de France Élite
- 1997-1998 :

1/4 de finaliste du Championnat de France Élite
- 1999-2000 :

Vice-Champion de France de Division 3
- 2005-2006 :

Vice-Champion de France de Division 2

## En équipe nationale
- 1993 : Championnats du Monde des moins de 20 ans, Mondial B : 2 matchs

## Statistiques en carrière
| Saison    | Équipe                    | Ligue        |                        | Saison régulière       | Saison régulière       | Saison régulière       | Saison régulière       | Saison régulière |   | Séries éliminatoires | Séries éliminatoires | Séries éliminatoires | Séries éliminatoires | Séries éliminatoires |
| Saison    | Équipe                    | Ligue        | PJ                     | B                      | A                      | Pts                    | Pun                    | PJ               | B | A                    | Pts                  | Pun                  |                      |                      |
| 1991-1992 | Les Orques d'Anglet       | Division 1   | 10                     | 0                      | 1                      | 1                      | 4                      |                  |   |                      |                      |                      |                      |                      |
| 1992-1993 | Les Orques d'Anglet       | Division 1   | 21                     | 0                      | 0                      | 0                      | 10                     |                  |   |                      |                      |                      |                      |                      |
| 1993-1994 | Les Orques d'Anglet       | Division 1   | 16                     | 0                      | 0                      | 0                      | 6                      | 6                | 0 | 1                    | 1                    | 0                    |                      |                      |
| 1994-1995 | Les Aquitains de Bordeaux | Nationale 1B | 25                     | 0                      | 1                      | 0                      | 10                     |                  |   |                      |                      |                      |                      |                      |
| 1995-1996 | Les Dogues de Bordeaux    | Nationale 1B | 27                     | 1                      | 3                      | 4                      | 14                     |                  |   |                      |                      |                      |                      |                      |
| 1996-1997 | Les Dogues de Bordeaux    | Nationale 1A | 7                      | 0                      | 1                      | 1                      | 8                      |                  |   |                      |                      |                      |                      |                      |
| 1997-1998 | Les Dogues de Bordeaux    | Nationale 1A | 6                      | 0                      | 0                      | 0                      | 2                      |                  |   |                      |                      |                      |                      |                      |
| 1998-1999 | Les Dogues de Bordeaux    | Nationale 1A | Dépôt de bilan du club | Dépôt de bilan du club | Dépôt de bilan du club | Dépôt de bilan du club | Dépôt de bilan du club |                  |   |                      |                      |                      |                      |                      |
| 1999-2000 | Les Boxers de Bordeaux    | Division 3   | ?                      | 1                      | 0                      | 1                      | ?                      |                  |   |                      |                      |                      |                      |                      |
| 2000-2001 | Les Boxers de Bordeaux    | Division 2   | ?                      | ?                      | ?                      | ?                      | ?                      |                  |   |                      |                      |                      |                      |                      |
| 2001-2002 | Les Boxers de Bordeaux    | Division 2   | ?                      | 2                      | 4                      | 6                      | ?                      |                  |   |                      |                      |                      |                      |                      |
| 2002-2003 | Les Boxers de Bordeaux    | Division 2   | ?                      | ?                      | ?                      | ?                      | ?                      |                  |   |                      |                      |                      |                      |                      |
| 2003-2004 | Les Boxers de Bordeaux    | Division 2   | 18                     | 0                      | 3                      | 3                      | 40                     |                  |   |                      |                      |                      |                      |                      |
| 2004-2005 | Les Boxers de Bordeaux    | Division 2   | 20                     | 0                      | 1                      | 1                      | 18                     |                  |   |                      |                      |                      |                      |                      |
| 2005-2006 | Les Boxers de Bordeaux    | Division 2   | 25                     | 1                      | 0                      | 1                      | 38                     |                  |   |                      |                      |                      |                      |                      |
| 2006-2007 | Les Boxers de Bordeaux    | Division 1   | 13                     | 0                      | 0                      | 0                      | 28                     | 6                | 0 | 2                    | 2                    | 4                    |                      |                      |
| Totaux    | Totaux                    | Totaux       | (188)                  | 5                      | 14                     | 19                     | 178                    | 12               | 0 | 3                    | 3                    | 4                    |                      |                      |